# أوفإرشتاندن أوس روينن
أوفإرشتاندن أوس روينن (بالألمانية: Auferstanden aus Ruinen) وتعني بالعربية ناهضون من الركام، هي أغنية ألمانية، كانت النشيد الوطني لألمانيا الشرقية من 1949 إلى 1990. وضع كلماتها الشاعر يوهانس آر. بيخر، الذي أصبح وزيرًا للثقافة في جمهورية ألمانيا الديمقراطية.
بعد إعادة توحيد ألمانيا، اقترح رئيس الوزراء الأخير لألمانيا الشرقية لوتار دي ميزير أن يتضمن النشيد الوطني لألمانيا الموحدة كلمات من نشيد ناهضون من الركام، لكن المقترح رفض من جانب نظيره في ألمانيا الغربية هيلموت كول.

## استشهادات
1. ↑  "Neuer Vorschlag: "Auferstanden aus Ruinen" in Nationalhymne?". 2010. مؤرشف من الأصل في 2019-04-27.